# Hugo Pelargus
Hugo Pelargus (* 5. Februar 1861 in Stuttgart; † 18. Dezember 1931 ebenda) war Königlich Württembergischer Hoferzgießer in Stuttgart und Mitglied der Kunstgießerfamilie Pelargus.

## Leben
Sein Handwerk lernte Pelargus im väterlichen Betrieb von Wilhelm Pelargus. Anschließend studierte er an der Kunstgewerbeschule in Stuttgart und absolvierte seine praktische Zeit in Erzgießereien in Dresden, Lauchhammer und Wien.
Im Jahre 1885 übernahm er die Werkstatt des Vaters. Anfangs mangelte es an Aufträgen und zusätzlich hatte er Konkurrenz von der Erzgießerei von Paul Stotz. 1889 konnte er das Denkmal für Herzog Christoph (Württemberg) gießen und durfte sich aufgrund der sehr guten Arbeit von da an „Königlicher Hoferzgießer“ nennen. Nach diesem Durchbruch folgten weitere Aufträge und die Werkstatt florierte. Bis zum Beginn des Ersten Weltkrieges wuchs die Gießerei auf 35 Mitarbeiter und fünf Schmelzöfen an und Hugo Pelargus erhielt zahlreiche Ehrungen, darunter die „Goldene Medaille für Kunst und Wissenschaft am Bande des Friedrichsordens“ und die „Goldene Medaille Bene Merenti von Fürst Leopold von Hohenzollern“.
Als der Krieg 1914 begann, blieben die Aufträge aus und sein einziger Sohn und Nachfolger fiel im Verlauf des Krieges. Im November 1928 stellte die Gießerei Pelargus ihren Betrieb ein.

## Werke (Auswahl)
- Emmendingen
  - Kriegerdenkmal 1870/71 (Hermann Götz, 1896)
- Frankfurt (Main)
  - Schützenbrunnen (Rudolf Eckardt, 1892)
  - Kaiser Wilhelm I.-Denkmal (Clemens Buscher, 1896)
- Freiburg
  - Standbilder von deutschen Kaisern für die Kaiserbrücke (1900)
- Friedrichshafen
  - Brunnen für den Schlosspark (Ernst Curfeß, 1889) (heute: Schloss Altshausen)
- Gerlingen
  - Tafel für das Elterngrab von Friedrich Schiller an der Petruskirche (1900)
- Heidelberg
  - Denkmal für Robert Wilhelm Bunsen (Hermann Volz, 1908)
- Karlsruhe
  - Denkmal für den Karlsruher Oberbürgermeister Wilhelm Florentin Lauter (Hermann Volz, 1895)
  - Stephansbrunnen (Hermann Binz, 1905)
  - Krautkopfbrunnen auf dem Gutenbergplatz (Friedrich Ratzel, 1908)
- Leinfelden-Echterdingen
  - Zeppelindenkmal (Fritz P. Zimmer, 1908)
- Mannheim
  - Kriegerdenkmal (Hermann Volz, 1896)
- Sigmaringen
  - Denkmal für den Fürsten Karl Anton von Hohenzollern (Adolf von Donndorf, 1890)
- Schramberg
  - Porträt von Erhard Junghans am Rathausbrunnen (Hauser, 1914)
- Stuttgart
  - Denkmal für Herzog Christoph (Württemberg) (Paul Müller, 1889)
  - Gänsepeterbrunnen in Stuttgart-West (Paul Lauser, Theodor Bausch, 1901)
  - Figurengruppe für den Paulinenbrunnen (Adolf von Donndorf, 1898)
  - Brunnen am Königin-Olga-Bau (Otto König, 1888)
  - Figurengruppen „Handel“ und „Gewerbe“ im Landesgewerbemuseum Stuttgart (Emil Hundrieser)
  - Denkmal für Karl von Gerok am Alten Schloss (Adolf von Donndorf, 1898)
  - Denkmal für Heinrich von Fischbach (H. Macholdt, 1906)
  - Mückenbüble (Wilhelm Rösch, 1890)
  - Relief für das Denkmal von Julius Haidlen (Wilhelm Rösch, 1885)
  - Büste für das Wilhelm-Hauff-Denkmal (Wilhelm Rösch, 1882)
  - Büste von Johann Jacob Moser (Karl Kopp, 1885) (seit 1897 verschollen)
- Cannstatt bei Stuttgart
  - Standbild von König Karl I. für die König-Karls-Brücke (Emil Kiemlen, 1906)
  - Denkmal für Berthold Auerbach (Hermann Volz, 1909)
- Tübingen
  - Relief am Grabstein des Universitätsstallmeisters Wilhelm Fritz (1829–1897)
- Wangen im Allgäu
  - Kaiser- und Kriegerdenkmal (Albert Gäckle, 1893)
- Worms
  - Denkmal für den Wormser Oberbürgermeister Wilhelm Küchler (Johannes Hirth, 1904)
- Ludwigsburg
  - Denkmal für David Friedrich Strauß (Ludwig Habich, 1910)
- nicht zuzuordnen
  - Kriegerdenkmal in Hockenheim (1896)

### Im Krieg zerstörte oder eingeschmolzene Werke
- Brunnen am Königin-Olga-Bau in Stuttgart (Otto König, 1888)
- Figurengruppe für den Paulinenbrunnen in Stuttgart (Adolf von Donndorf, 1898)
- Frankfurter Schützenbrunnen (Rudolf Eckardt, 1892)
- Frankfurter Kaiser Wilhelm I.-Denkmal (Clemens Buscher, 1896)
- Kriegerdenkmal, Mannheim (Hermann Volz, 1896)
- Figurengruppen „Handel“ und „Gewerbe“ im Landesgewerbemuseum Stuttgart (Emil Hundrieser)
- Denkmal für Karl Gerok am Alten Schloss, Stuttgart (Adolf von Donndorf, 1898)
- Standbilder von deutschen Kaisern für die Freiburger Kaiserbrücke (1900)
- Standbild von König Karl I. für die König-Karls-Brücke, Stuttgart-Bad Cannstatt (Emil Kiemlen, 1906)
- Denkmal für Berthold Auerbach (Hermann Volz, 1909)
- Standbild des Herzogs Konrad von Zähringen für Nische auf dem Balkon vor dem Ratssaal des Neuen Rathauses in Freiburg (Fridolin Dietsche, 1900, auf der Weltausstellung Paris 1900 ausgestellt und im Zweiten Weltkrieg eingeschmolzen)[1]

## Galerie

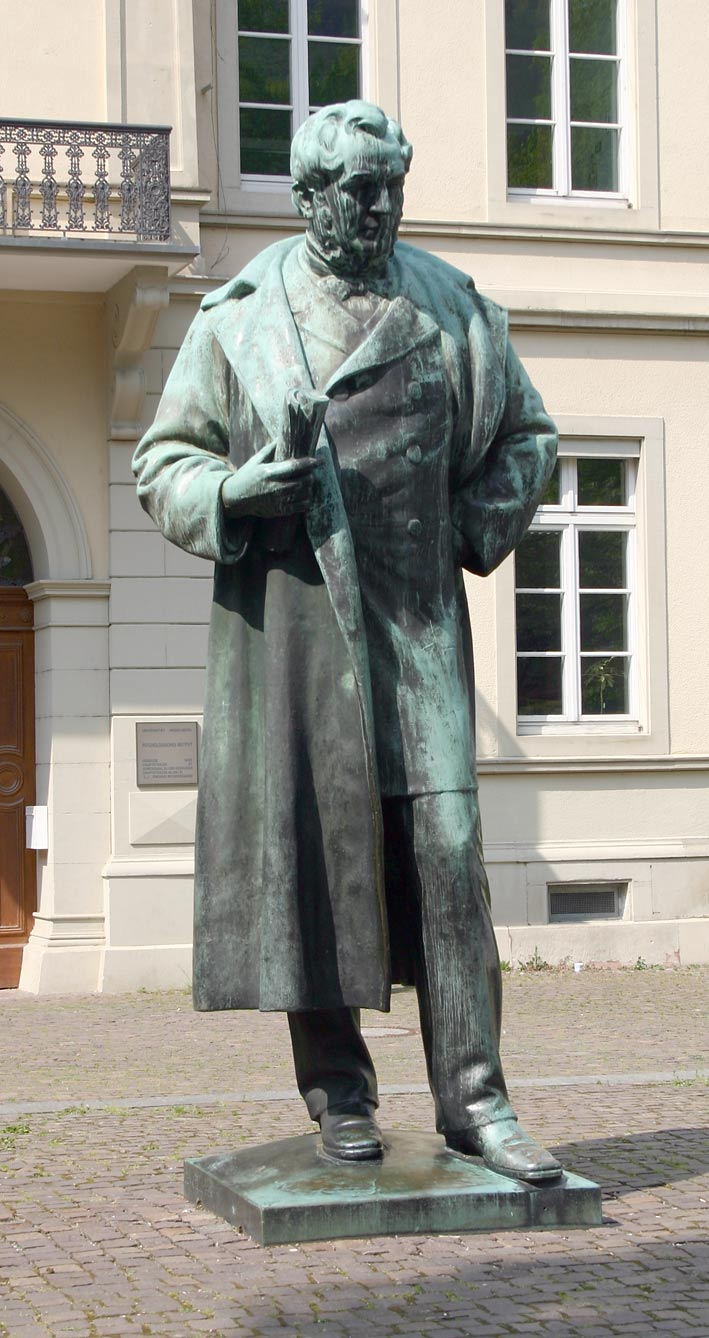
Bunsen-Denkmal
Gerok-Denkmal
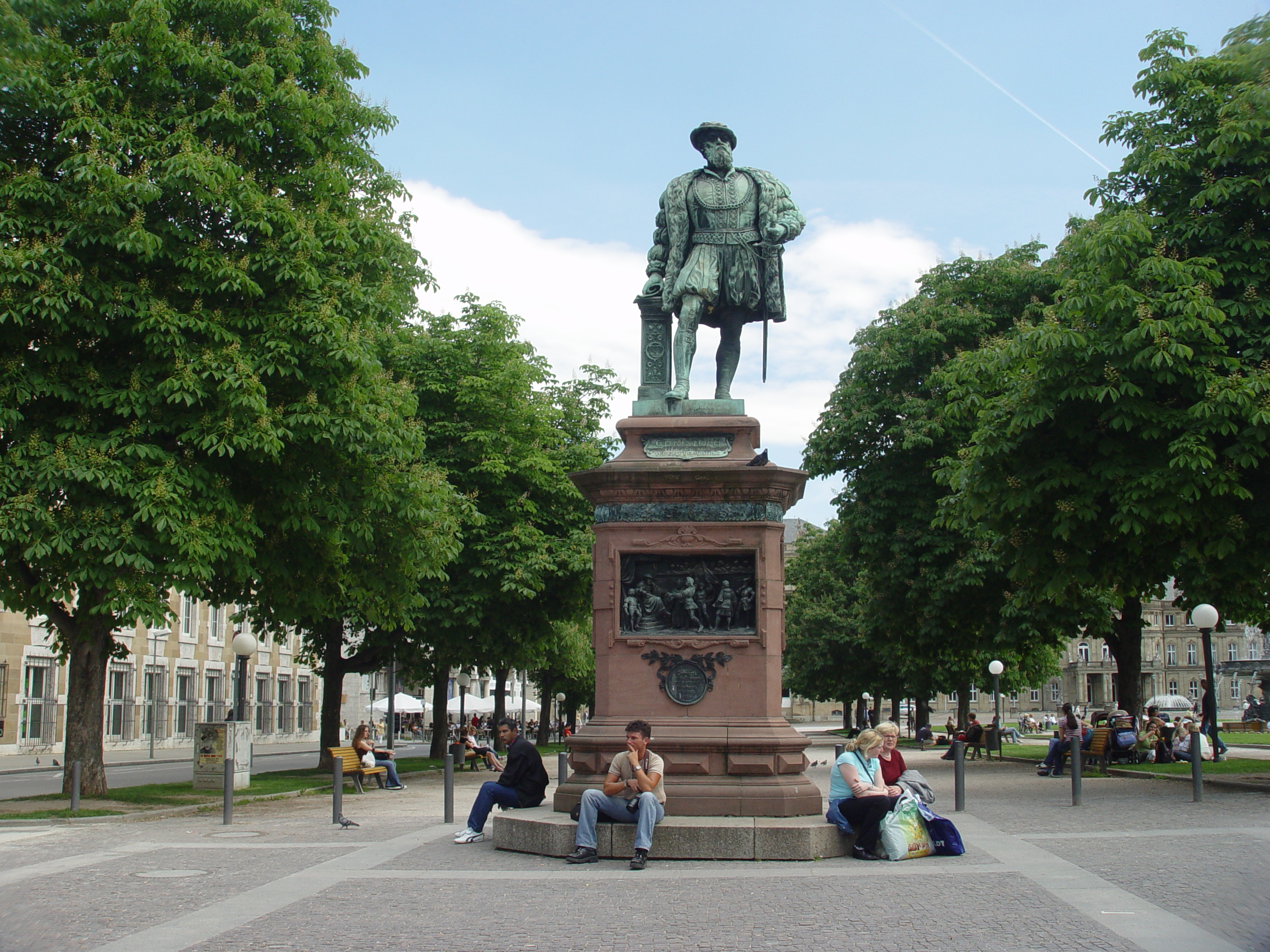
Christoph-Denkmal
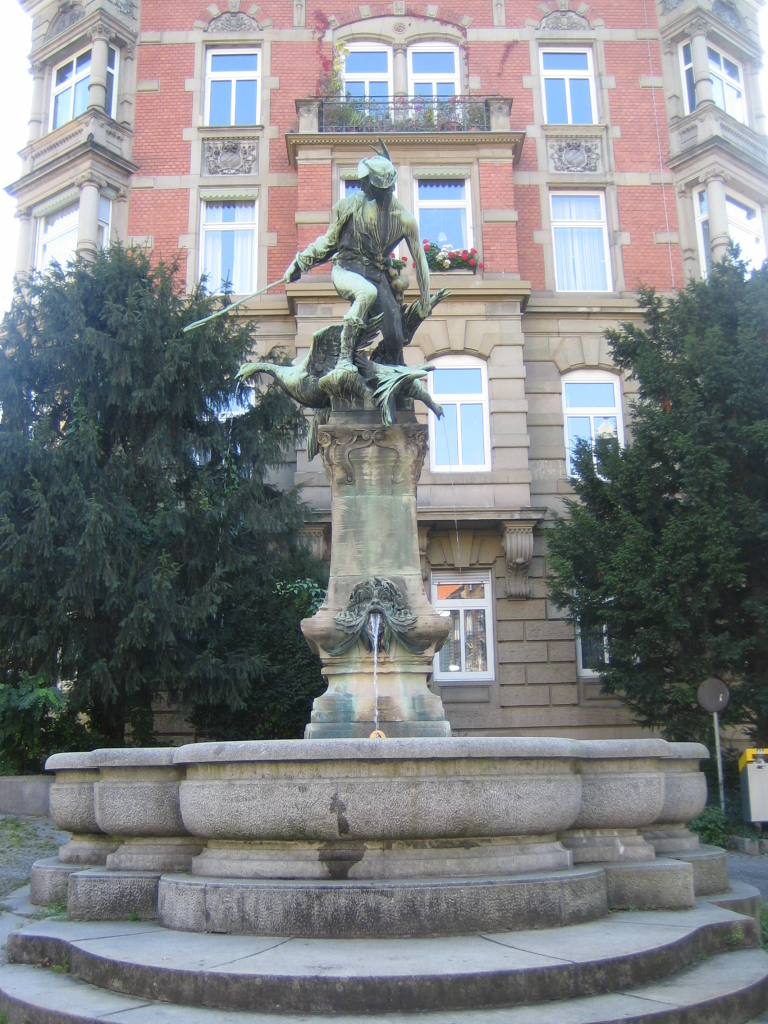
Gänsepeter-Brunnen
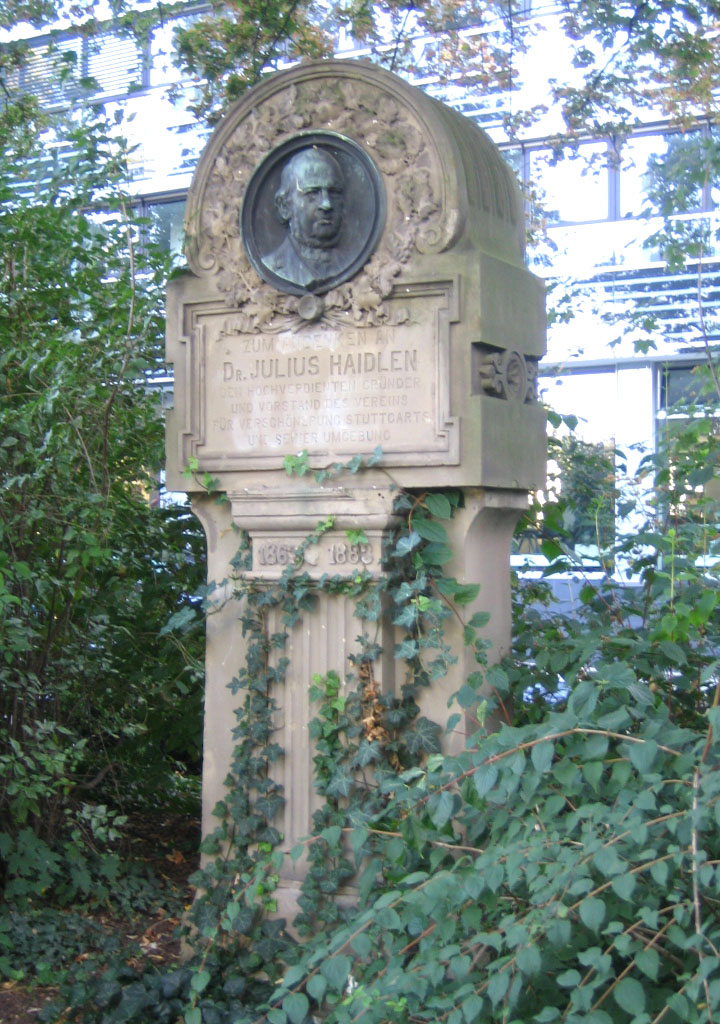
Haidlen-Denkmal
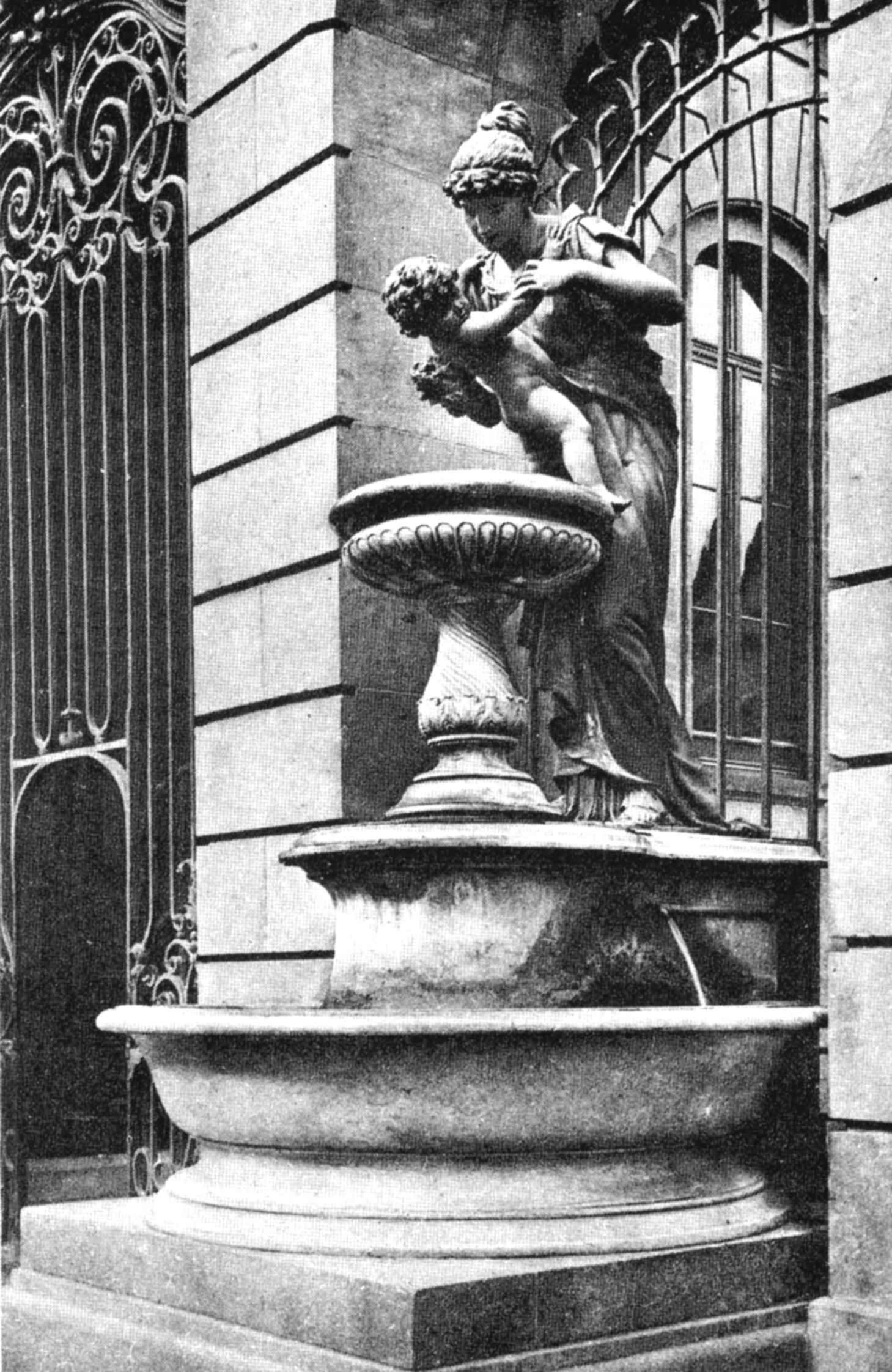
Brunnen am Königin-Olga-Bau
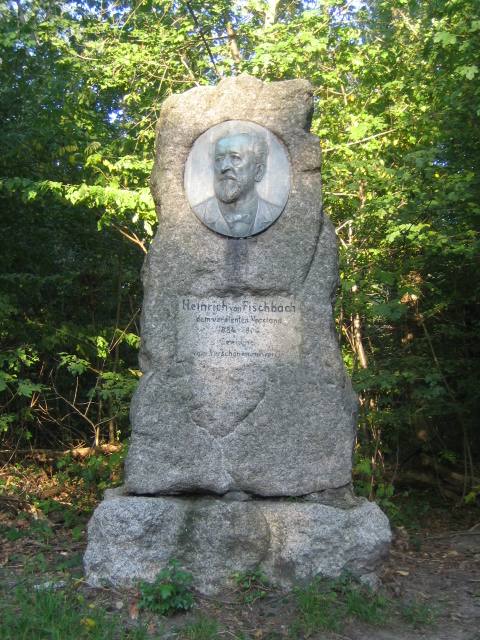
Fischbach-Denkmal
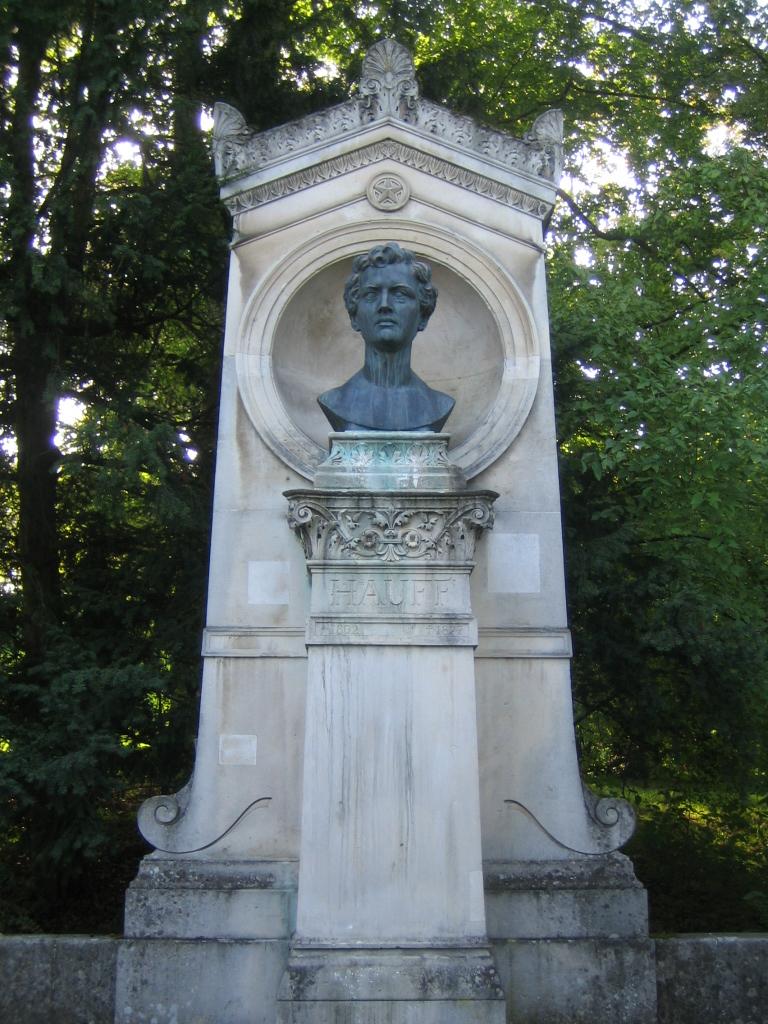
Hauff-Denkmal
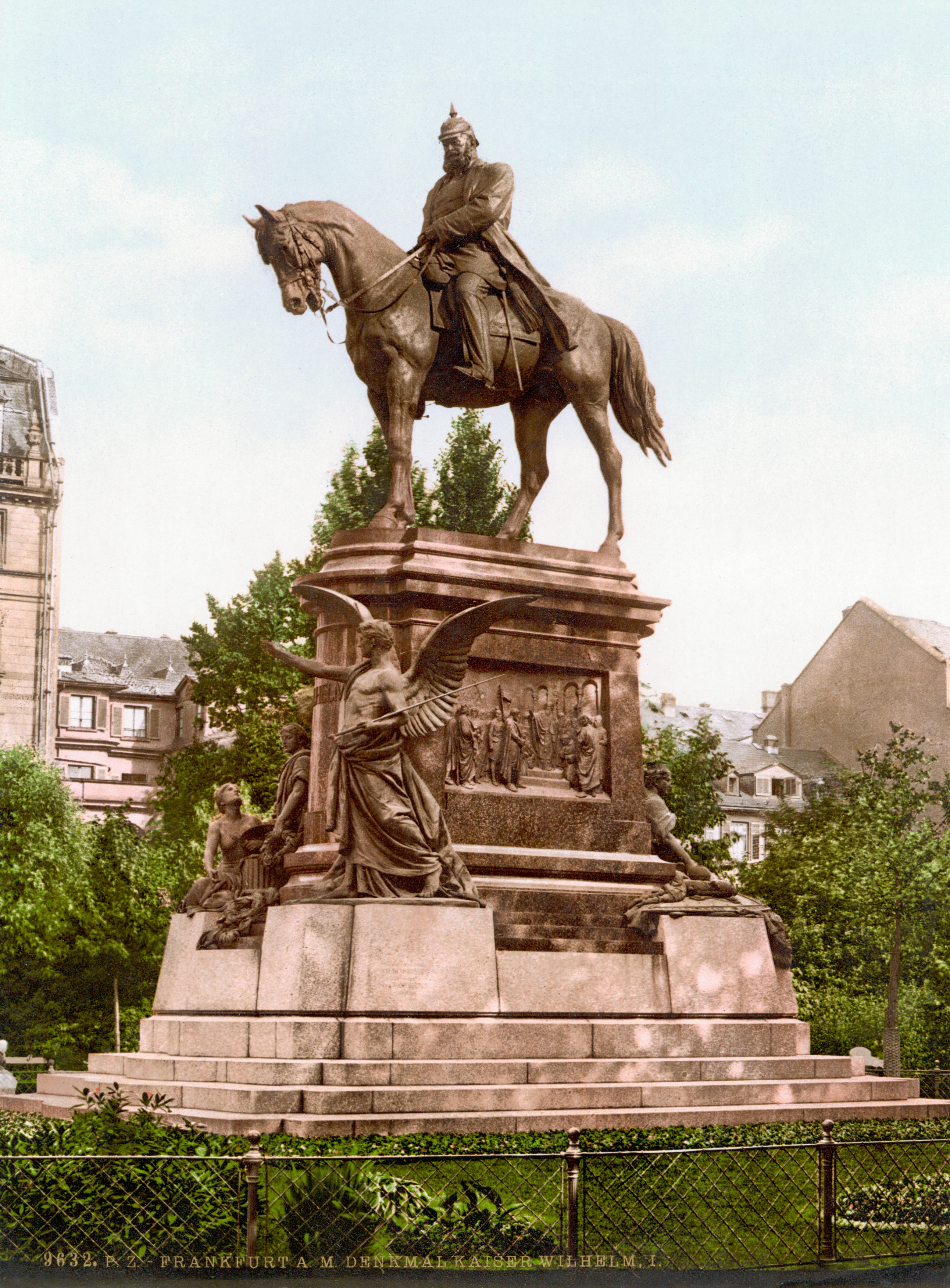
Kaiser Wilhelm I.-Denkmal
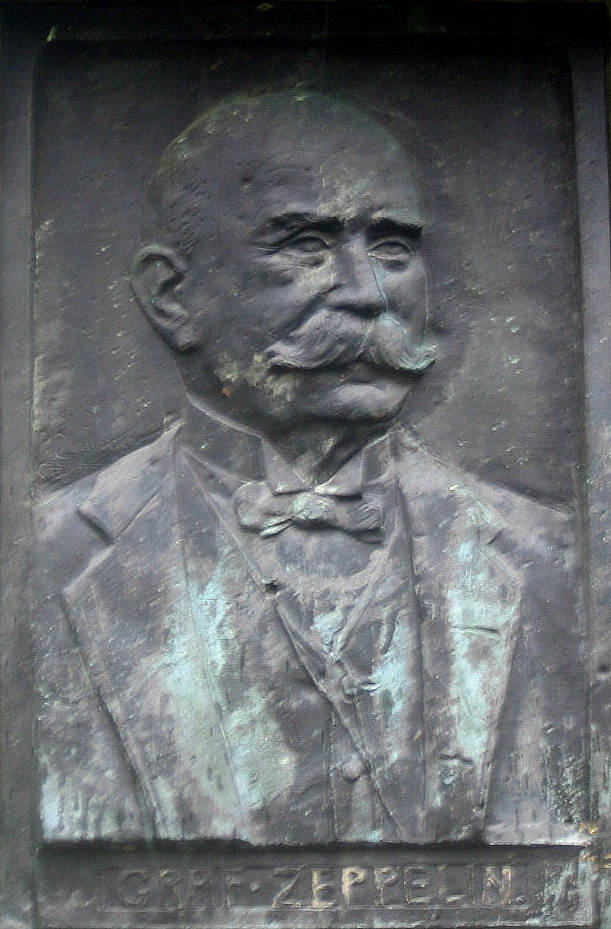
Zeppelin-Denkmal
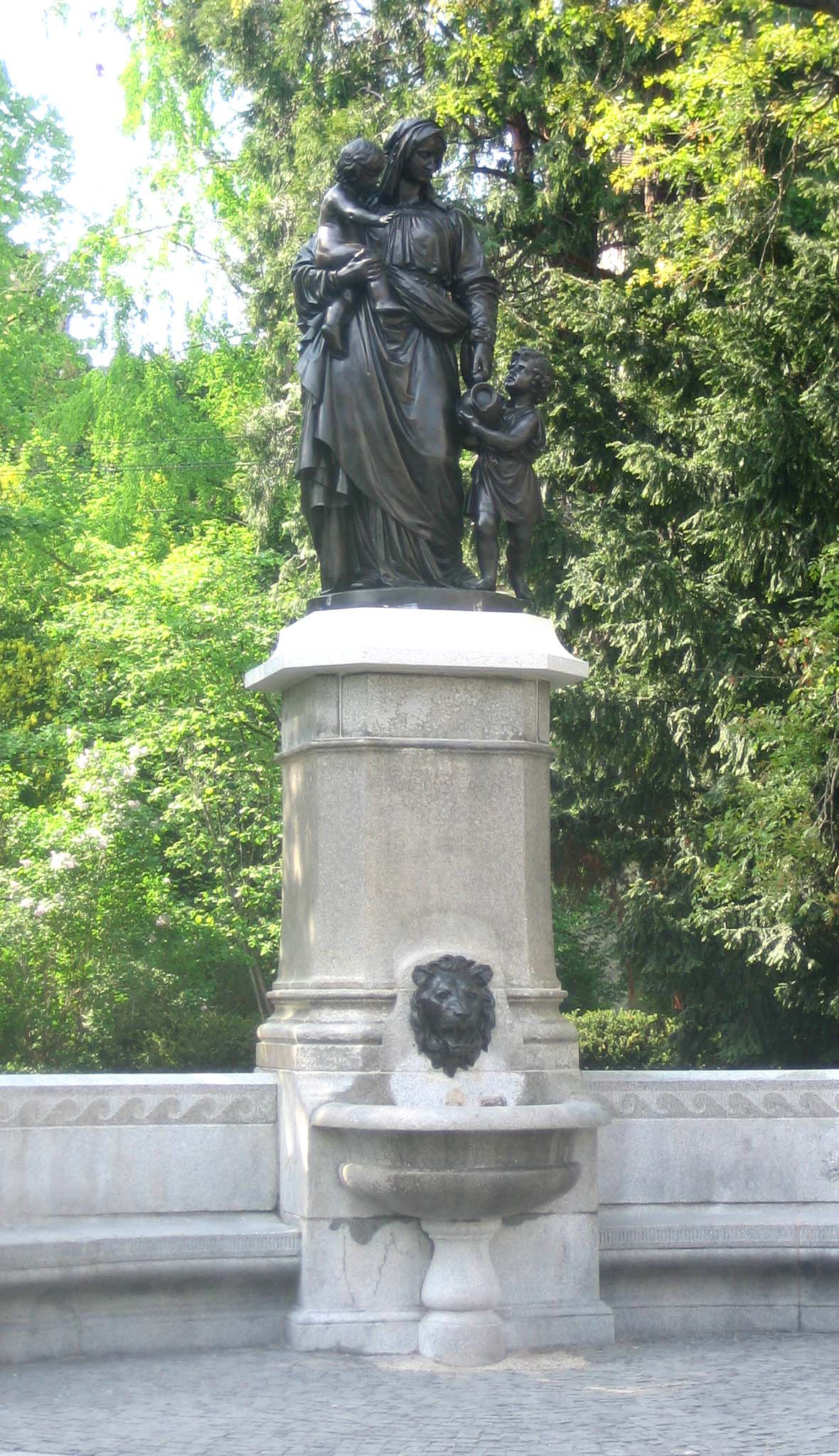
Paulinenbrunnen
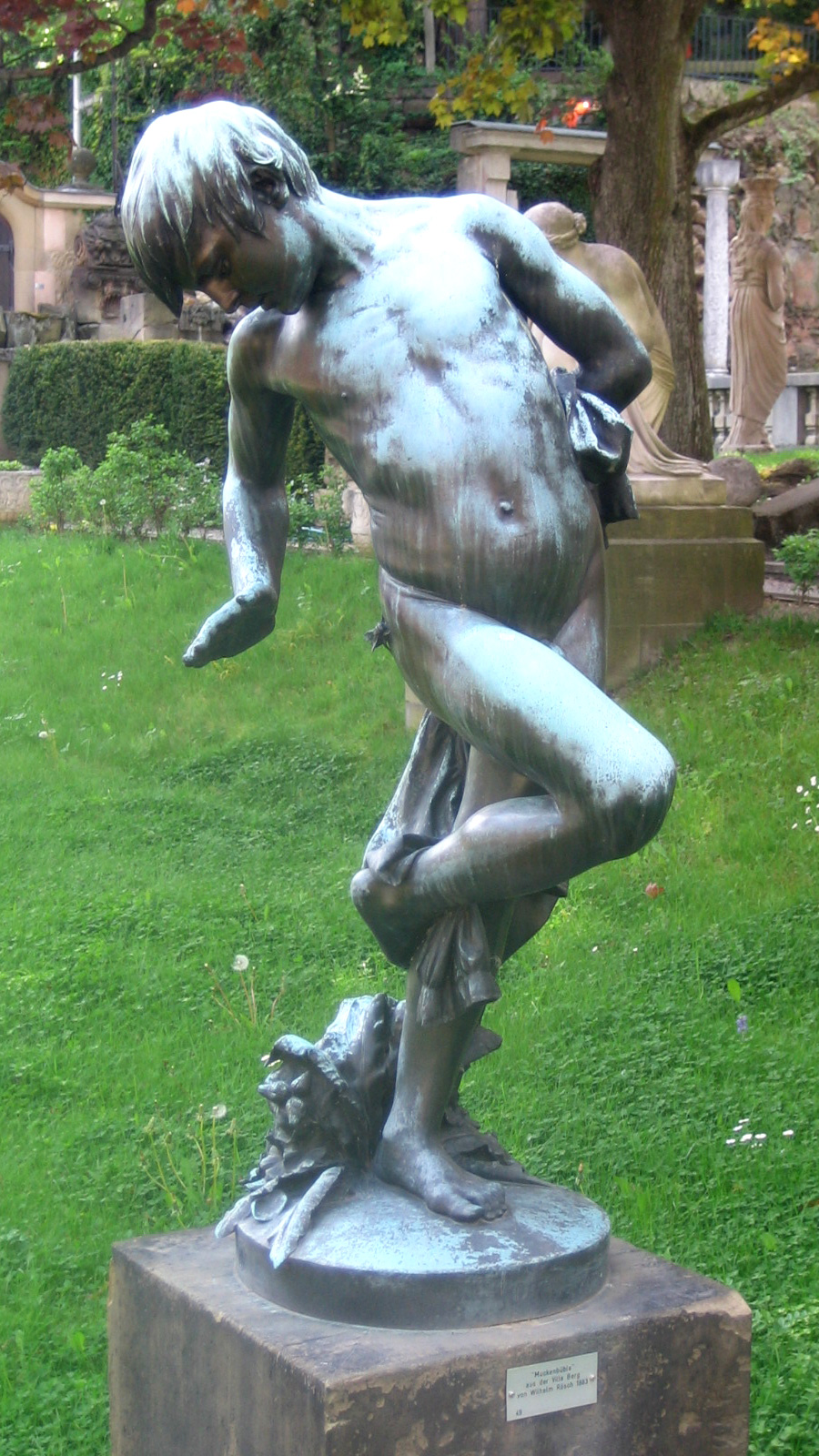
Mückenbüble

## Rekonstruktion
Die Stiftung Stuttgarter Brünnele veranlasste die Rekonstruktion des Paulinenbrunnens. Die Kopie der ursprünglich vorhandenen Figurengruppe „Mutterliebe“ wurde von der Kunstgießerei Strassacker im Auftrag der Stiftung angefertigt. Der Nachguss erfolgte in Weimar, wo neben New York und Zwittau ein Exemplar der "Mutterliebe" existiert.